# ザ・プロテクター/狙われる証人たち
『ザ・プロテクター/狙われる証人たち』（ザプロテクターねらわれるしょうにんたち、原題：In Plain Sight）は、2008年から2012年までアメリカ合衆国・USAネットワークで放送されたテレビドラマ。一話完結式で全5シーズン・61回。
主演のメアリー・マコーマックは第3シーズンから製作総指揮も兼ねている。

## あらすじ
ニューメキシコ州アルバカーキを舞台に、連邦政府の証人保護プログラムを遂行する極秘部門に属する連邦保安官メアリー・シャノンが家族との関係に悩みながらも、相棒のマーシャルとともに証人保護プログラムで保護された証人を守るために奮闘する姿を描く。

## キャスト
- メアリー・シャノン：メアリー・マコーマック
- マーシャル・マン：フレデリック・ウェラー
- スタン・マックイーン：ポール・ベン＝ヴィクター
- ブランディ・シャノン：ニコール・ヒルズ
- ジンクス・シャノン：レスリー・アン・ウォーレン
- ラファエル・ラミレス：クリスチャン・デ・ラ・フエンテ
- ボビー・D：トッド・ウィリアムズ
- スパンキー：マーク・ブーン・ジュニア
- ロバート・オコナー：ウィル・マコーマック
- ピーター・アルパート：ジョシュア・マリーナ
- マーク・フェイバー：スティーヴン・ウェバー
- スコット・グリフィン：アーロン・アシュモア